# Letea-Wald
Der Letea-Wald (rumänisch Pădurea Letea) befindet sich auf dem Areal der Gemeinde C. A. Rosetti im Kreis Tulcea der rumänischen Dobrudscha im nordöstlichen Donaudelta zwischen den Flussarmen Chilia und Sulina. Es ist der am nördlichsten gelegene subtropische Wald Europas und das älteste Naturreservat in Rumänien. Teile des Waldes stehen seit 1930 unter Naturschutz. 1990 wurde der Letea-Wald zum Schutzgebiet in Natur- und Landschaftsschutz der IUCN-Kategorie IV Biotop- und Artenschutzgebiet (Waldschutzgebiet) des Biosphärenreservats Donaudelta erklärt.

## Beschreibung

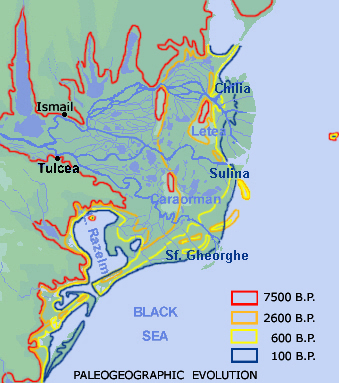
Lage des Letea-Waldes im Donaudelta

Der Letea-Wald befindet sich im Nordosten des Donaudeltas zwischen den Mündungsarmen Chilia und Sulina. Die Gesamtfläche des Waldes beträgt 5246 Hektar, davon stehen 2825 Hektar unter strengem Naturschutz.
Der Landstreifen Letea ist die größte maritime Sandbank des Donaudeltas. Sie hat eine Länge von 20 Kilometer, eine maximale Breite von 15 Kilometer, eine Höhe von bis zu 13 Meter und erstreckt sich auf einer Fläche von 17.000 Hektar. Die „Sandbank Letea“ (rumän. Grindul Letea) hat die Form eines gleichschenkligen Dreiecks, mit der Spitze bei Periprava und der Basis in der Nähe des Sulinaarmes. Der Boden besteht aus, von der Donau mitgeführten, Schlamm- und Sandablagerungen in Form von Dünen, die teils über 3 Meter hoch sind und sich fächerförmig zum Schwarzen Meer hin öffnen. Die Waldstreifen sind in den Mulden der langen Dünenreihen gewachsen, wo das Grundwasser nahe an der Oberfläche ist und wo sich eine reiche Humusschicht abgelagert hat. Diese Wälder bilden schmale Streifen von etwa 150–200 Meter.
1930 stellten Forscher 500 Hektar des Waldes, den sogenannten „Hașmacu Mare“, unter Naturschutz. 1938 wurde der gesamte Letea-Wald zum Naturreservat erklärt, 1980 zum Biosphärenreservat und zehn Jahre später zur streng geschützten Zone des Biosphärenreservats Donaudelta.
Der Letea-Wald ist der nördlichste subtropische Wald in Europa. Er ist aus Waldstreifen gebildet, die sich zwischen den Sanddünen entwickelt haben und die von den Einheimischen „Hașmacuri“ genannt werden.

### Das Dorf Letea

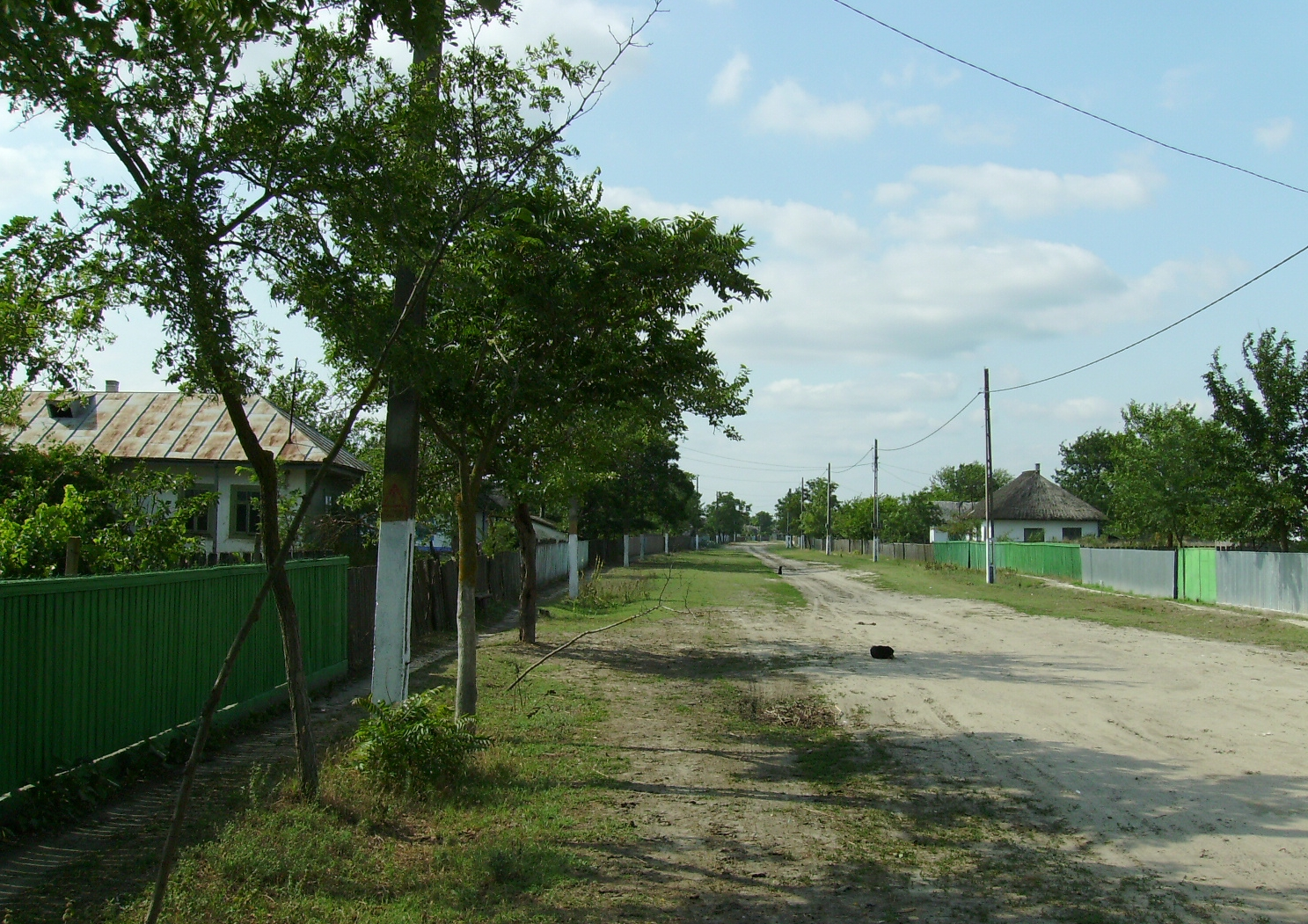
Das Dorf Letea

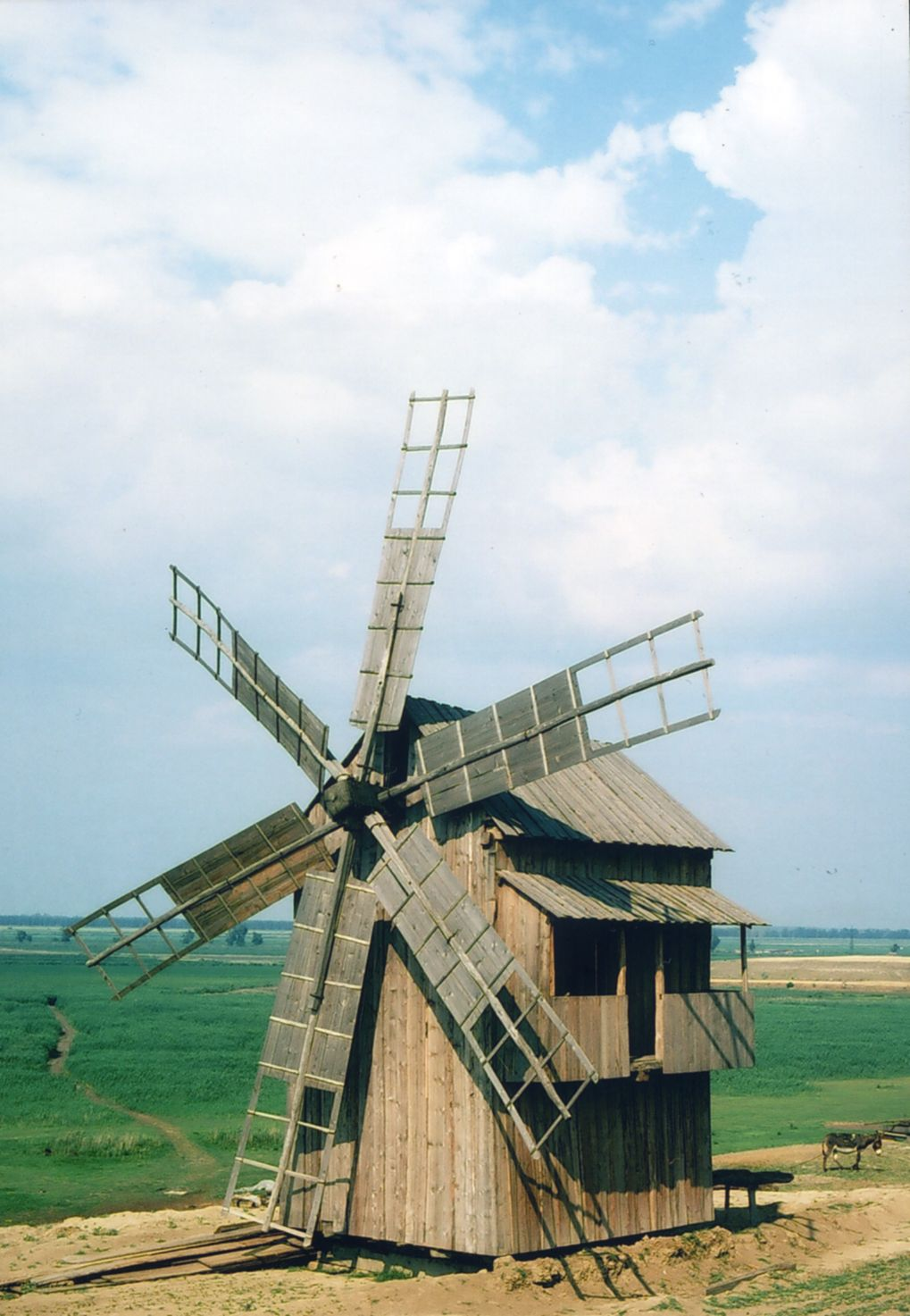
Windmühle bei Letea

Mitten in den Sanddünen liegt das Dorf Letea (türkisch Meedenkioi, ukrainisch Litka). Hier befindet sich die letzte echte Windmühle des Deltas. Es ist ein typisches Fischerdorf mit schilfbedeckten Häusern. Das 400 Jahre alte Dorf zählt etwa 2000 Einwohner. 
Die Dorfbewohner beziehen Lebensmittel aus eigenen Gemüsegärten. Um Milch- und Fleischprodukte herzustellen, fangen sie Kühe und Pferde im Schutzgebiet ein. Dank der Angellizenz dürfen die Menschen in den Letea-Kanälen vier Kilogramm Fisch pro Tag fischen, was jedoch niemand kontrolliert.

### Verwilderte Pferde
Historische Dokumente belegen, dass die Vorfahren der heutigen Pferdepopulation vor 300 bis 400 Jahren durch die Tataren in den Norden des Donaudeltas kamen und dort heimisch wurden. Durch den Zusammenbruch der Landwirtschaftlichen Produktionsgenossenschaften (LPG) nach der Revolution von 1989 wurden weitere Tiere von der Bevölkerung im Gebiet freigelassen. Auch wurden Tiere von ihren Besitzern in das Flussdelta gebracht, um illegal dort zu grasen. Das Zusammenspiel dieser Umstände führte zu einem bemerkenswerten Ansteigen dieser von Huzulen geprägten Pferdepopulation. In der Folge vermehrten sich die Tiere rasant. Heute gibt es etwa 10.000 wildlebende Pferde im Donaudelta, 2000 von ihnen im Letea-Reservat. Umweltschützer befürchten, dass die Herden den einzigartigen Letea-Wald im Donaudelta zerstören und zu einer ernsthaften Bedrohung für das ökologische Gleichgewicht im Delta werden könnten. Deshalb drängen sie die rumänische Regierung zum Handeln. Die Tiere sollen gefangen und ihr Bestand reduziert werden. Forscher vermuten jedoch, dass diese Pferde eine neue Rasse gebildet haben könnten und fordern den Schutz der Tiere.

## Flora und Fauna

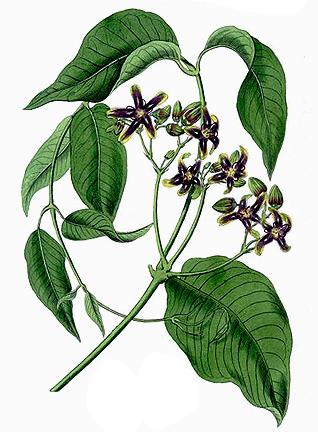
Die Griechische Baumschlinge hat hier ihre nördlichste europäische Verbreitungsgrenze

Im Letea-Wald gibt es 500 Pflanzen- und mehr als 3.000 Tierarten, davon sind mehr als 2.000 Insekten. Über 70 % der Tierarten des gesamten Biosphärenreservats Donaudelta sind im Letea-Wald anzutreffen.
Die Schlingpflanzen verleihen dem Wald zwischen den Sanddünen ein tropisches Aussehen. 
Die Griechische Baumschlinge, ein sich an den Eichenstämmen windender Strauch, mit Wuchshöhen bis zu 15 Metern und einer Dicke von bleistiftdünn bis armdick, erreicht hier ihre nördlichste europäische Verbreitungsgrenze. Der immergrüne Efeu, die blaubeerige Wilde Weinrebe, der Hopfen mit seinen weichen Zapfen, die Gewöhnliche Waldrebe sind alles Kletterpflanzen, die dem Wald ein tropisches Aussehen verleihen.
Die imposantesten Bäume, die hier gedeihen, sind zweifellos die Eichen. Einige dieser knorrigen Riesen sind mehrere hundert Jahre alt. Viele alte Bäume werden morsch, und in ihrem Inneren entstehen Hohlräume, die die Deltabewohner „Brostor“ nennen. In diesen nisten die Hohltaube und der Wiedehopf, und die größeren Baumhöhlen können auch Wildkatzen einen ständigen Unterschlupf bieten. Junge Eichen sind sehr wenige nachgewachsen, da die seit 1969 hier angesiedelten Fasane die Eicheln vertilgen und so das natürliche Gleichgewicht stören.
Die Gegend von Sfântu Gheorghe und Letea birgt die riesigen Horste der Seeadler und einige noch vorhandene Exemplare der Würgfalken, die hierher zurückgedrängt wurden. Die Sandinseln der Meeresküste beherbergen Tausende von Schwalbennestern. Hier rasten Unmengen von Enten- und Laufvögel, die dann weiterziehen. Die ornithologischen Beobachtungen bringen fast jedes Jahr Überraschungen. Oft erscheinen Exemplare neuer Vogelarten, deren Existenz aufgrund interessanter Fotografien nachgewiesen wird.
Die taubengroße Waldschnepfe zieht im Herbst in großen Scharen über das Delta. Deswegen war einst der Wald von Letea königliches Jagdgebiet. Die zahlreichen Schnepfenzüge erfolgen in einer gewissen periodischen Ordnung.
Zu einer erwähnenswerten Art gehört der, in den Wäldern von Caraorman und Letea lebende, dohlengroße Schwarzspecht. Seine Stimme erinnert an das Kreischen der Raubvögel.
Elche sind wahrscheinlich Ende des 18. Jahrhunderts auf dem Gebiet des heutigen Rumänien ausgestorben. Mitte der 1960er Jahre wurde in den Wäldern von Letea wieder ein Exemplar gesichtet, welches höchstwahrscheinlich aus dem Gebiet der Sowjetunion gekommen war. Nachdem das Tier rund zwei Jahre lang als Einsiedler im Delta gelebt hatte, wurde es im Sommer 1966 in eine Grube gejagt, wo es verendete. Die Tötung des Tieres blieb jedoch ohne juristische Folgen, da die damaligen Jagdgesetze keine Elche einbezogen.

### Flora
Bäume
- Stieleiche (Quercus robur)
- Silber-Pappel (Populus alba)
- Schwarz-Pappel (Populus nigra)

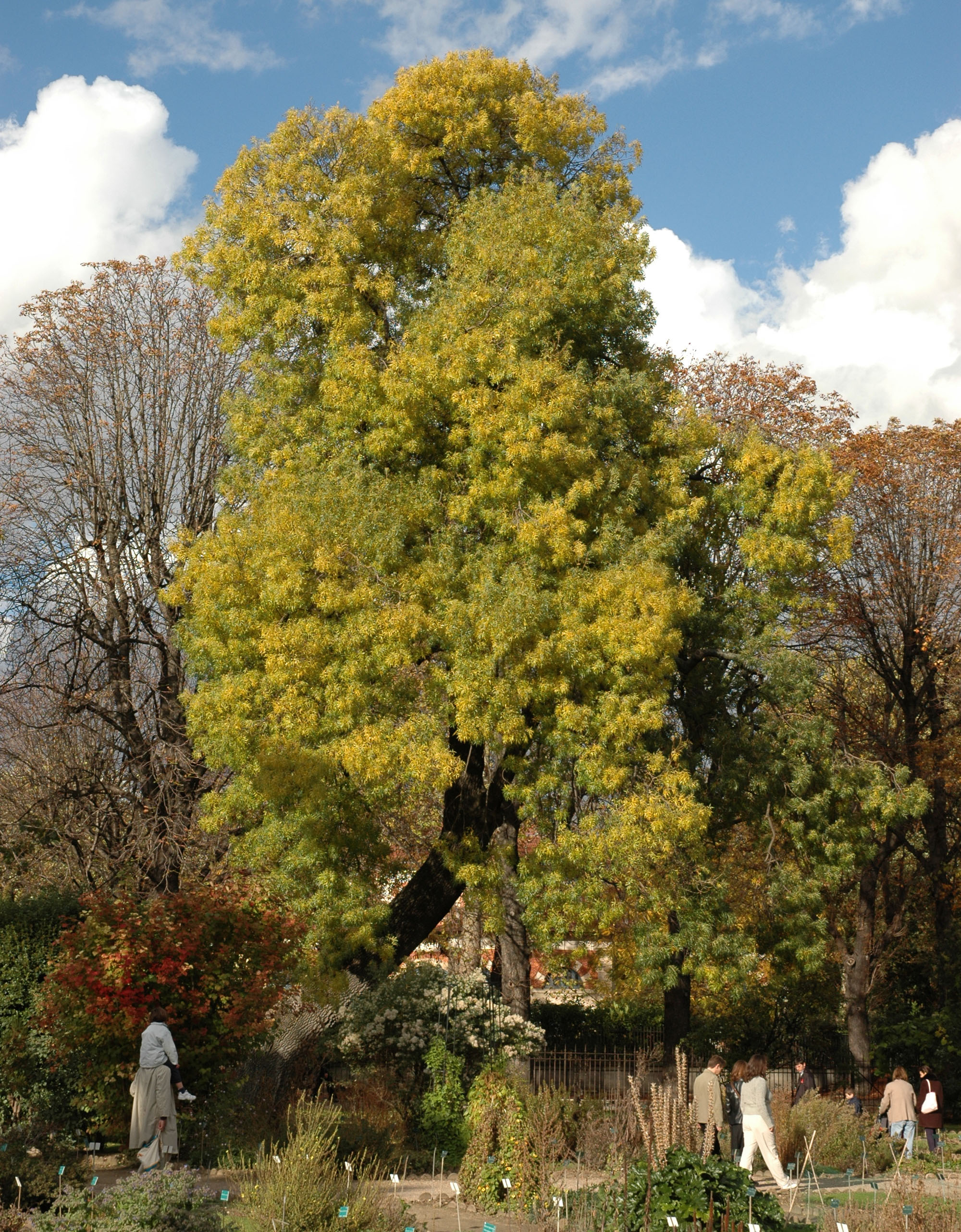
Schmalblättrige Esche

- Schmalblättrige Esche (Fraxinus angustifolia)
- Behaarte Esche (Fraxinus pallisiae)
- Wildbirne (Pyrus pyraster)
- Silber-Linde (Tilia tomentosa)
- Feldulme (Ulmus foliacea)
- Schwarz-Erle (Alnus glutinosa)

Sträucher

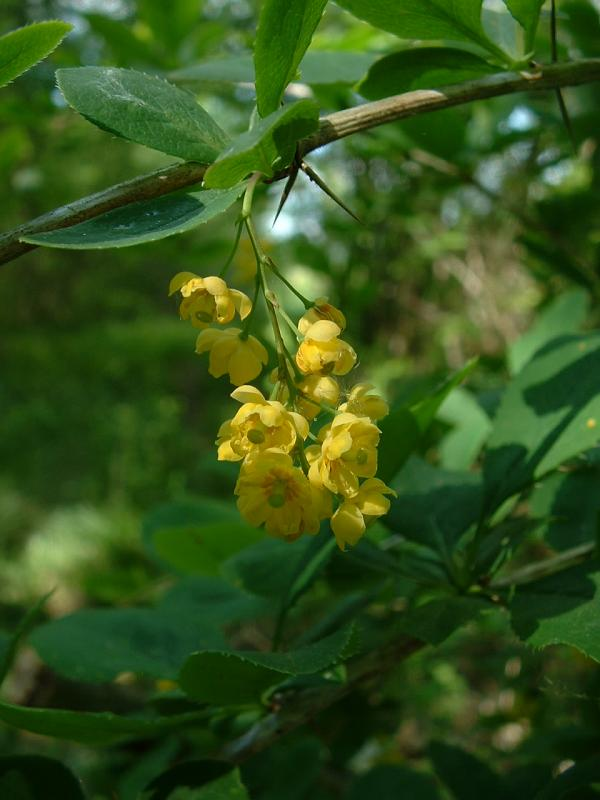
Berberitze

- Eingriffeliger Weißdorn (Crataegus monogyna)
- Gewöhnlicher Liguster (Ligustrum vulgare)
- Spindelsträucher (Euonymus europaeus)
- Kornelkirsche (Cornus mas)
- Roter Hartriegel (Cornus sanguinea)
- Faulbaum (Rhamnus frangula)
- Purgier-Kreuzdorn (Rhamnus cathartica)
- Gewöhnlicher Schneeball (Viburnum opulus)
- Berberitze (Berberis vulgaris)

Kletterpflanzen
- Griechische Baumschlinge (Periploca graeca)
- Gemeiner Efeu (Hedera helix)
- Wilde Weinrebe (Vitis vinifera subsp. sylvestris)
- Echter Hopfen (Humulus lupulus)
- Gewöhnliche Waldrebe (Clematis vitalba)

Seltene Arten
- Sand-Winde (Convolvulus persicus)
- Sprossende Zeitlose (Merendera sobolifera)
- Meerträubel (Ephedra distachya)

### Fauna
Vögel
- Seeadler (Haliaeetus albicilla)
- Rotfußfalke (Falco vespertinus)
- Wiedehopf (Upupa epops)
- Blauracke (Coracias garrulus)
- Bienenfresser (Merops apiaster)

Reptilien
- Zauneidechse (Eremias arguta)

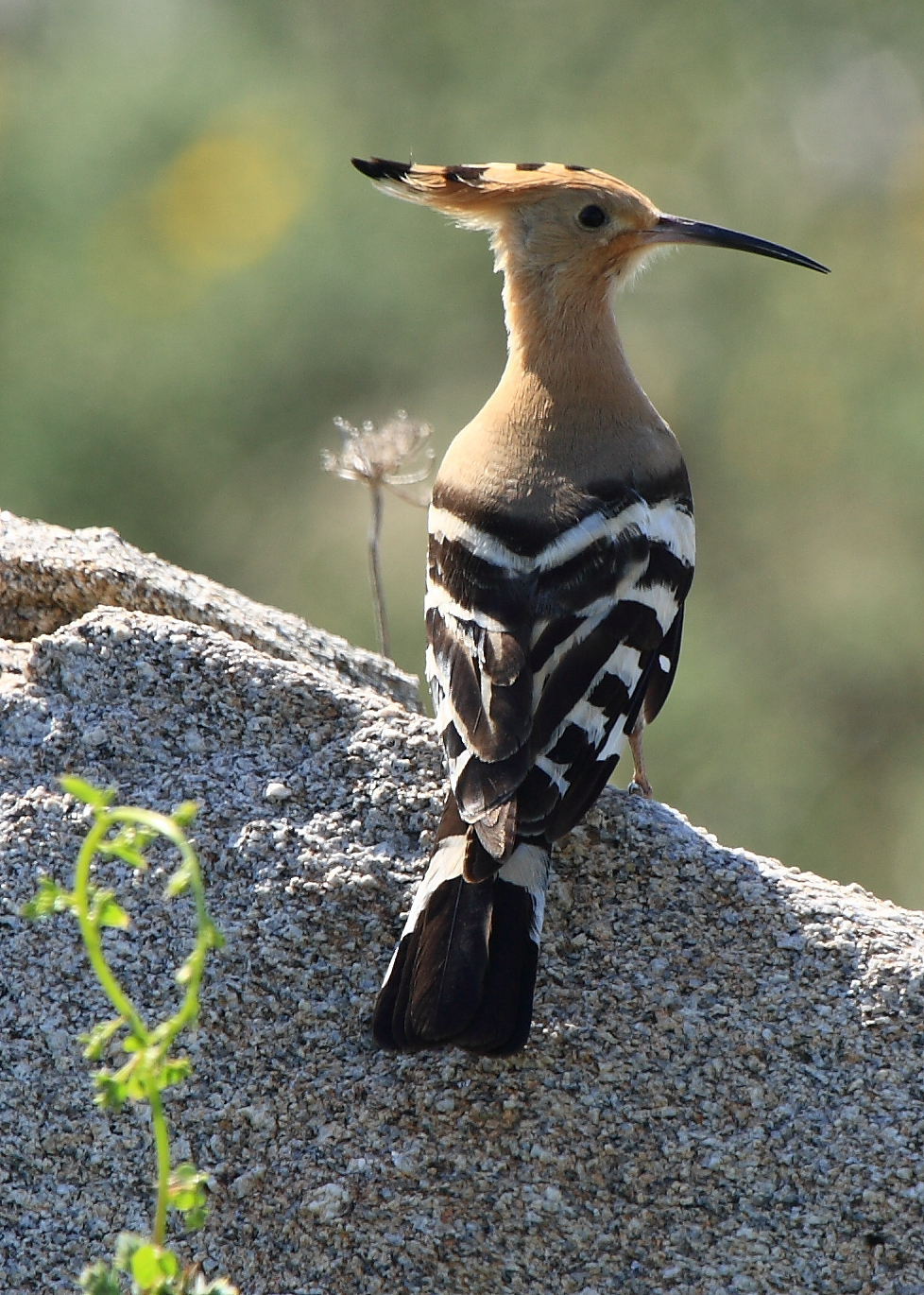
Wiedehopf

- Steppenotter (Vipera ursinii renardi)

Verwilderte Pferde
Mehr als 2000 verwilderte Pferde leben im Letea-Wald und auf den umgebenden Wiesen.